# ناهاپتاوان
ناهاپتاوان (به ارمنی: Նահապետավան) یک شهرک در ارمنستان است که در استان شیراک واقع شده‌است. ناهاپتاوان در ۲۳ کیلومتری جنوب شرق گیومری، مرکز استان شیراک واقع شده‌است.

## خصوصیات
ناهاپتاوان ۸۱۷ نفر جمعیت دارد و در ارتفاع ۲۰۲۰ متر بالاتر از سطح دریا قرار گرفته‌است.